# Thlypopsis inornata
La tangara sencilla (Thlypopsis inornata), también denominada tangara ventrianteada (en Ecuador), tangara de vientre anteado (en Perú) o frutero de vientre crema, es una especie de ave paseriforme de la familia Thraupidae, perteneciente al género Thlypopsis. Es nativa de una pequeña región andina del oeste de América del Sur. 

## Distribución y hábitat
Se distribuye en el extremo sureste de Ecuador, en el extremo superior de la cuenca del río Marañón, cerca de Zumba, en el sur de Zamora Chinchipe, y en el centro-norte de Perú, en el río Marañón medio y superior, y alto río Huallaga - río Utcubamba, en el oeste de Amazonas y Cajamarca.
Esta especie es considerada poco común y local en sus hábitats naturales: bosques caducifolios, clareras arbustivas y bordes de selva, entre 450 y 1800 m de altitud.

## Sistemática

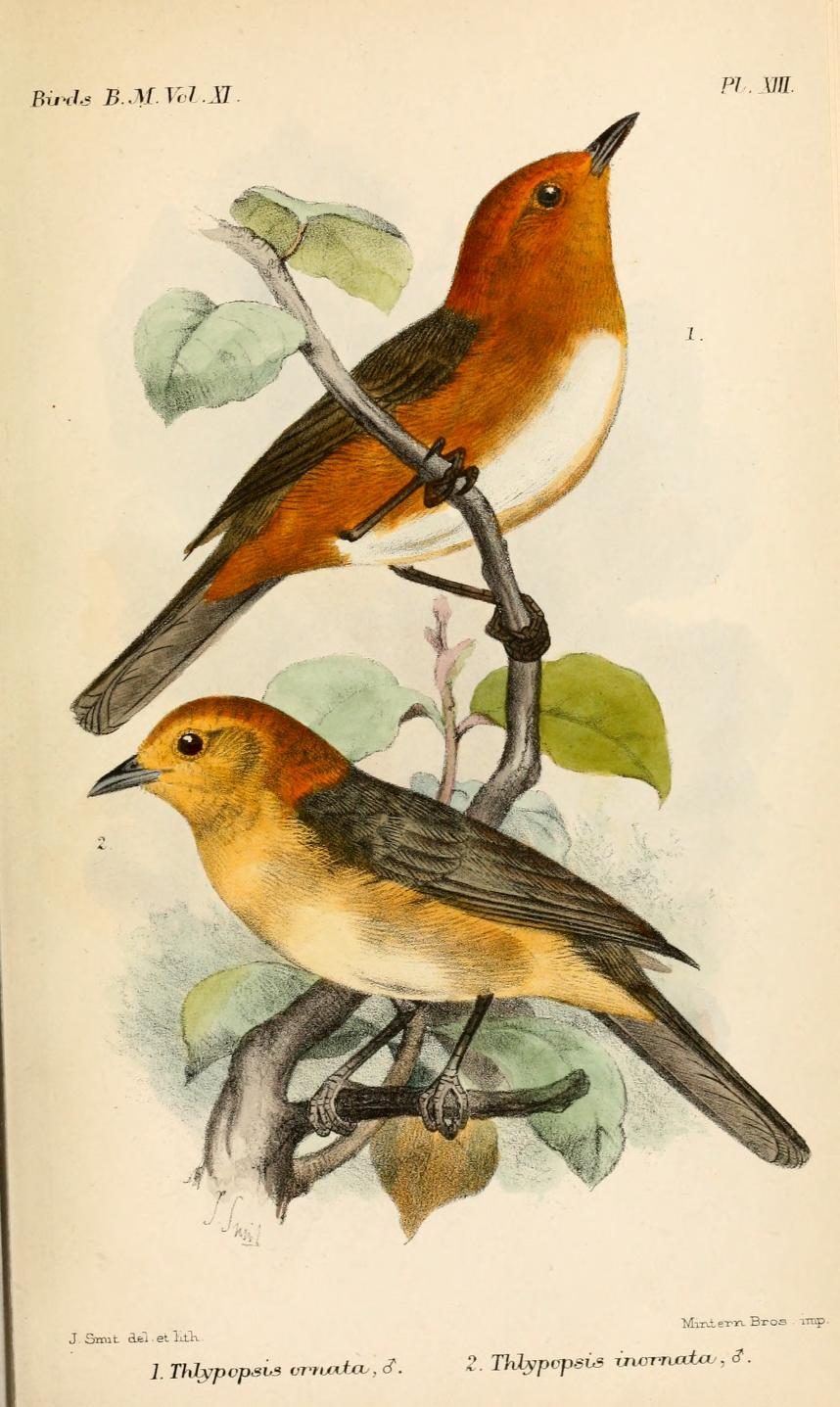
Thlypopsis inornata (abajo), y Thlypopsis ornata (arriba); ilustración de Joseph Smit en Catalogue of the birds in the British Museum, 1886.

### Descripción original
La especie T. inornata fue descrita por primera vez por el ornitólogo polaco Władysław Taczanowski en el año 1879, bajo el nombre científico de Nemosia inornata. Su localidad tipo es: «Tambillo, Cajamarca, Perú».

### Etimología
El nombre genérico femenino «Thlypopsis» se compone de las palabras griegas «thlupis»: pequeño pájaro desconocido, tal vez un pinzón o curruca, y «opsis»: con apariencia, que se parece; y el nombre de la especie «inornata», proviene del latín «inornatus»: liso, sin adornos.

### Taxonomía
Es monotípica. Los datos genéticos indican que esta especie es hermana de Thlypopsis sordida.